# アッカディーア
アッカディーア（イタリア語: Accadia）は、イタリア共和国プッリャ州フォッジャ県にある、人口約2,300人の基礎自治体（コムーネ）。

## 地理

### 位置・広がり

#### 隣接コムーネ
隣接するコムーネは以下の通り。
- ボヴィーノ
- デリチェート
- モンテレオーネ・ディ・プーリア
- パンニ
- サンターガタ・ディ・プーリア